# توپولف ای‌ان‌تی-۲
توپولف ای‌ان‌تی-۲ (به انگلیسی: Tupolev ANT-2) یک هواگرد ساختِ کارخانهٔ توپولف در کشور اتحاد جماهیر سوسیالیستی شوروی است. این هواگرد برای نخستین بار در ۲۶ مه ۱۹۲۴ میلادی مورد استفاده قرار گرفت.

## نگارخانه

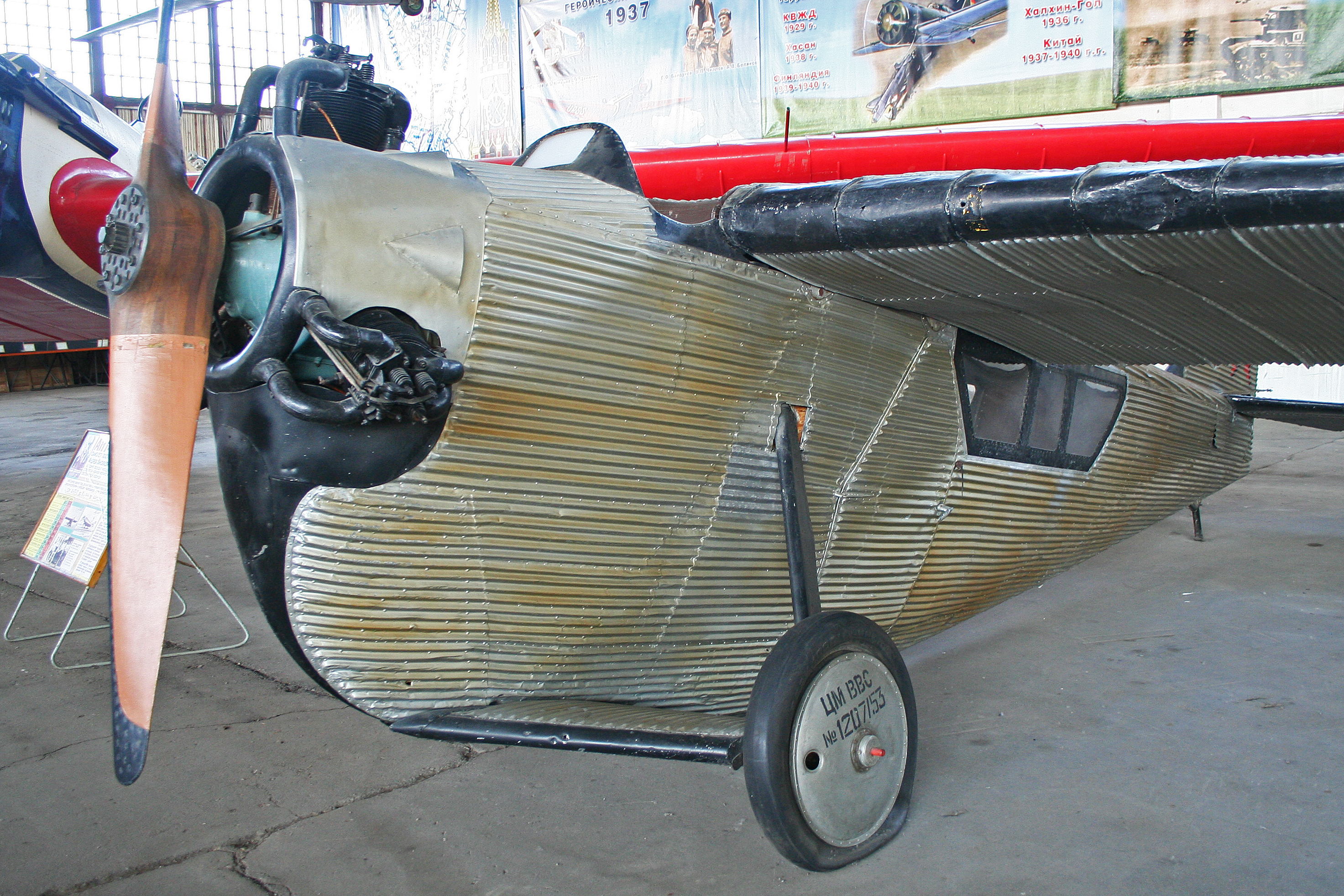
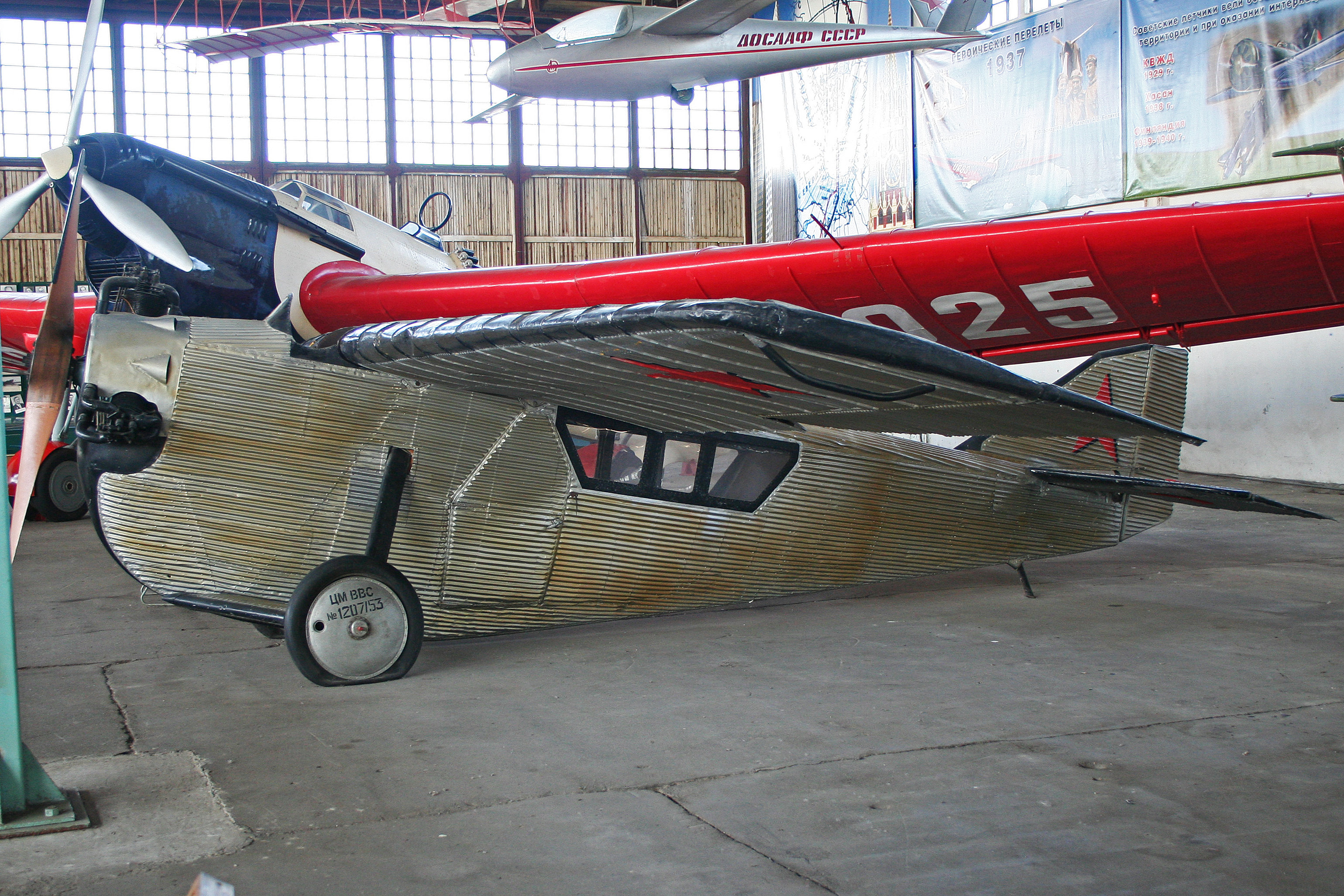